# Grupo rumano de batalla Getica
El grupo rumano de batalla Getica (en rumano: Grupul Român de Luptă "Getica") es una unidad de voluntarios de origen rumano y moldavo que luchan en la resistencia a la invasión rusa de Ucrania.

## Historia
El grupo de batalla Getica se creó en septiembre de 2023 como parte de la Legión Internacional de Defensa Territorial de Ucrania. Los soldados de la unidad son ciudadanos de Rumania y Moldavia que están motivados "para mantener a Rusia lo más lejos posible de las fronteras de Rumania y Moldavia". El grupo de batalla Getica está liderado por un rumano cuyo indicativo es "Getotac". La unidad participa actualmente en una incursión en territorio ruso desde Ucrania en los bosques al noroeste de la ciudad de Gráivoron en el óblast de Bélgorod, al oeste de Rusia.